# Charles Antoine Morand

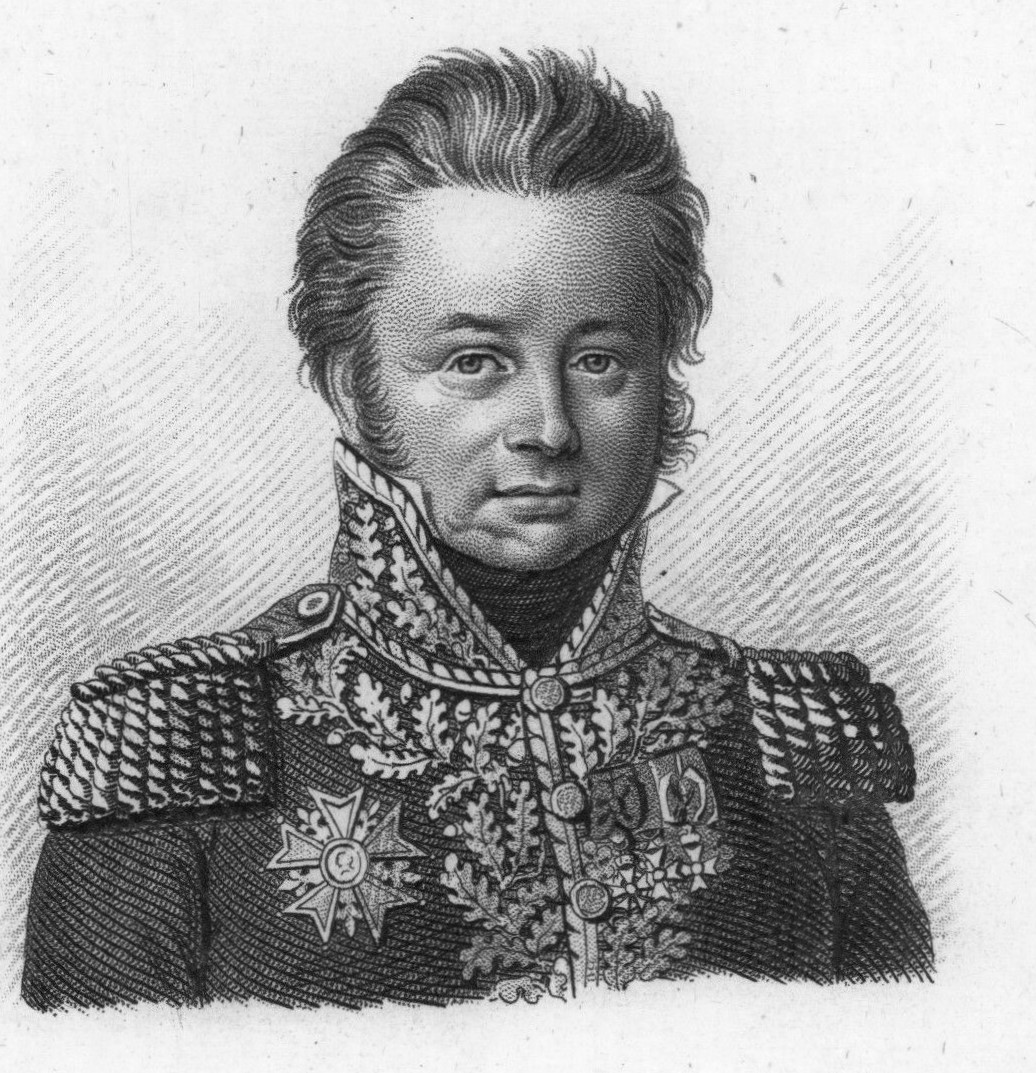
Charles Antoine Morand

Charles Antoine Louis Alexis Morand (* 4. Juni 1771 in Pontarlier; † 2. September 1835 in Paris) war ein französischer General während der Revolutionskriege.

## Leben
Sein Vater Alexis François Morand (1746–1829) war Anwalt und Bürger von Besançon, die Mutter war Jeanne Claudine Marie geb. Roussel (1745–1809). Geboren wurde er 1771 nach seinem Taufschein in Pontarlier, nach anderen Angaben in Largillat-Montbenoît. Der junge Morand studierte Rechtswissenschaft in Besançon und machte 1791 seinen Abschluss.

### Frühe Militärkarriere
Von den Ideen der Französischen Revolution gewonnen, trat er 1792 dem 7. Bataillon der Freiwilligen von Doubs bei und wurde am 9. August zum Kapitän gewählt. Er wurde am 5. September 1792 Oberleutnant und diente bei der Rheinarmee. Unter Vandamme kämpfte er in zahlreichen Schlachten, darunter die Schlacht bei Hondschoote (8. September 1793) und die Schlacht bei Wattignies (16. Oktober 1793). 1794–1796 diente er in der Sambre- und Maas-Armee, wo er als Bataillonskommandeur der 88. Halbbrigade an den Operationen unter Jean-Baptiste Jourdan und Moreau gegen Erzherzog Karl teilnahm. Unter dem Oberbefehl von Bernadotte und im Verband der 10. Division kämpfte er in der Schlacht an der Ourthe (18. September 1794), in der Schlacht bei Aldenhoven (2. Oktober 1794), bei der Eroberung von Kreuznach (1. Dezember 1795), auf den Höhen von Königstein (26. Juli 1796), in der Schlacht bei Deining (22. August 1796) und bei Neumarkt.

### Ägypten-Expedition
Im Januar 1797 trat Morand zur italienischen Armee über und nahm mit dieser an der Einnahme Roms unter Berthier (11. Februar 1798) teil, bevor sie als Kerntruppe der Ägypten-Expedition bestimmt wurde. Am 27. Mai 1798 begleitete er die Einschiffung der Division Desaix in Civitavecchia. Nach der Besetzung von Malta landete er am 2. Juli in Ägypten. Nach der Besetzung von Alexandria erfolgte der Vormarsch nach Kairo, wo er am 21. Juli 1798 zum Oberst ernannt wurde (Rang am 7. September 1799). Morand nahm an der Schlacht bei den Pyramiden (21. Juli 1798) teil. Auf dem Schlachtfeld ernannte ihn General Bonaparte zum provisorischen Chef der 88. Halb-Brigade, die er bei Sediman (7. Oktober 1798) führte. Morand folgte General Desaix beim Vorstoß weiter nach Assuan, das am 1. Februar 1799 erreicht wurde. Zum Gouverneur der Provinz Girgeh (nördlich von Luxor) ernannt, verwaltete er das Land sechs Monate lang, während er die Mamelucken verfolgte. Er gewann Anerkennung für die Kämpfe bei Girgeh (6. April 1799), El Ganaim und vor allem bei Samanhoud (12. August 1799). Beim letzten Gefecht überraschte er in der Nacht die Smalah und ihren Führer Murad Bey, der halb nackt entkommen konnte. Für diese Tat wurde Morand nach Kairo zurückgerufen und zum Generaladjutanten von Kléber ernannt. Am 6. September 1800 wurde er zum Général de brigade befördert und erhielt das Kommando der Verteidigung von Damiette. Nach dem Kampf bei Rhamanié kommandierte er in Gizeh, während Belliard Verhandlungen mit den Engländern zur Evakuierung der französischen Truppen aus Kairo begann. Morand verließ Ägypten am 9. August 1801 und landete am 14. September in Marseille an.

### Rückkehr
Nach der Rückkehr kämpfte er 1801 in den Niederlanden als Teil der Sambre- und Moselarmee unter General Jourdan und wurde bei Sprimont am Oberschenkel schwer verletzt. Nachdem er das Hospital verlassen konnte, ersetzte er Friant, der zum Divisionskommandeur befördert wurde.
In Frankreich wurde er zum Militärkommandant von Morbihan ernannt und erhielt am 30. August 1803 Anweisung, Soults Truppenlager bei Saint-Omer zu verstärken, aus dem die Grande Armée hervorgehen sollte. Im Feldzug von 1805, der an die Donau führte, kommandierte Morand die Vorhut des IV. Korps. Als General Saint-Hilaire während der Schlacht von Austerlitz (2. Dezember 1805) ausfiel, führte Morand einen erfolgreichen Angriff aus dem dichten Nebel gegen die Höhe von Pratzen. Nach dem Sieg wurde Morand am 24. Dezember 1805 zum Général de division und zum Gouverneur von Wien ernannt. Am 14. Februar 1806 übernahm er das Kommando über die erste Division des legendären III. Korps unter Marschall Davout. Er nahm am 14. Oktober 1806 an der Schlacht von Auerstedt teil, wo das III. Korps mit einer doppelt so starken preußischen Armee fertig wurde. Morands Truppen besetzten Czarnowo und Golymin (Dezember 1806), bei der Schlacht von Eylau (8. Februar 1807) wurde er am Arm verwundet. In Tilsit hatte das III. Korps unter Davout die Gelegenheit, in Gegenwart des Zaren und des Königs von Preußen in der Parade zu manövrieren. Am 7. Juli 1807 wurde Morand zum Großoffizier der Ehrenlegion ernannt.

### Ehe mit Emilie Parys
Im Dezember 1807 lag das III. Korps in Warschau in Garnison, dort lernte Morand am 23. Dezember während eines Balls seine zukünftige Frau kennen. Er beschrieb sie mit folgenden Worten „Sie ist sechzehn und blond, mit venezianischem Teint, hat grüne oder dunkelblaue Augen, lange schwarze Wimpern, eine Nase mit fast schwingenden Flügeln, einen sinnlichen, gut geschwungenen Mund. Sie ist groß, gut gebaut und hat einen vollen Hals“. Morand war geblendet und bat darum, ihr vorgestellt zu werden: Sie hieß Emilie Lucile Parys und war die Tochter des Grafen Parys, Oberst im Dienst des Königs von Sachsen. Beim folgenden Tanz beglückwünschte er sie zu ihrem guten Französisch, sie antwortete lächelnd, dass sie bei den Nonnen in Krakau aufgewachsen sei und dort mit Molière und La Fontaine vertraut gemacht wurde. Sie stimmte wenige Tage darauf Morands Heiratsantrag zu. Am 10. Januar 1808 folgte die standesamtliche Trauung in Warschau, als Zeugen fungierten die Generale Davout und Savary, am 14. Januar folgte die kirchliche Hochzeit in der Kirche des Heiligen Kreuzes, dort war Prinz Joseph Poniatowski anwesend. Kaiser Napoleon steuerte dem Ehebund Juwelen und 30.0000 Francs in Goldmünzen bei. In Warschau erfuhr Morand, dass ihn Napoleon auch zum Reichsgrafen ernannt hatte (Patent vom 22. Juni 1808), dazu kamen Stiftungen in Westfalen, Hannover und Schwedisch-Pommern.

### Fünfter  Koalitionskrieg
Der Feldzug von 1809 führte Morand wieder an die Donau gegen Österreich. Morands Truppen kämpften unter Marschall Davoust bei Abensberg, Landshut, Eggmühl, Regensburg und in der Schlacht von Wagram (6. Juli 1809).
Ende 1809 erhielt er von seinem Vorgesetzten Davout die Erlaubnis für einen kurzen Aufenthalt in Frankreich, wo er seine Frau in der angekauften Einsiedelei von Noisy-le-Grand besuchte. In dieser Zeit wurde seine Frau von Morand der Kaiserin Josephine in den Tuilerien vorgestellt.
Im Jahr 1810 folgten disziplinare Schwierigkeiten mit Marschall Davout. Dessen abrupte, sprichwörtliche Härte gegen Soldaten und auch gegen Offiziere traf auch Morand. Für Berichte, die Morand direkt an den Kriegsminister Clarke schickte, forderte Davout wegen seiner Umgehung eine Erklärung und drohte mit Degradierung. Morand bat Clarke am 18. November 1810 um Vermittlung seines Falls beim Kaiser und beantragte „aus dem Kommando des Fürsten Eckmühl“ entlassen zu werden, seine Pensionierung oder seinen vorzeitigen Rücktritt. Schließlich wurde das Verhältnis wieder besser, Morand erfuhr, dass Napoleon mit seiner Amtsführung in Hamburg sehr zufrieden war. Schließlich wurde er am 9. Februar 1811 von Davout zum Abendessen eingeladen, dem Ausgleich folgte ein Versprechen für einen dreimonatigen Urlaub. Im April 1811, während seines Urlaubs in Grosbois, bemerkte der Kaiser bei einem persönlichen Gespräch: „Sie ist schön, deine Polin!“ Trotzdem musste die Morands zurück nach Hamburg gehen; sie wohnen in einem Haus am Knismark-Platz, wo die Gräfin ihren ältesten Sohn zur Welt brachte. Der am 12. September 1811 geborene Sohn erhielt den Namen Napoleon und wurde Patensohn des Kaisers.

### Russlandfeldzug und Kriegsende
Unter Marschall Davout nahm Morand auch am Russlandfeldzug 1812 teil. Erst am 23. Juni abends gingen seine Truppen über den Njemen, seine Division bildete die zweite Staffel des I. Korps. Nach der Schlacht von Smolensk wurde seine Division dem IV. Korps des Vizekönigs von Italien unterstellt und in der Schlacht von Borodino (7. September) zum Sturmangriff gegen die „Große Redoute“ angesetzt. Morand wurde dabei am Kiefer schwer verletzt und musste seine Truppen teilweise durch Gesten ordnen. Schließlich wurde die Große Redoute durch Verstärkungen der Division Gérard  eingenommen. Nach dem Rückzug aus Moskau überquerte seine Division kämpfend die Beresina (27.–28. November 1812). Am 29. Dezember 1812 erreichten die Reste seiner Truppen Thorn.
Im Frühjahr 1813 stand er an der Spitze der 12. Division des IV. Korps unter General Bertrand. Er erhielt das Großkreuz 2. Klasse (3. April 1813) und nahm an der Schlacht bei Lützen und Bautzen (Mai 1813) teil. Er verhinderte die völlige Niederlage Neys bei Dennewitz und deckte den Rückzug nach der Schlacht bei Hanau (30.–31. Oktober 1813). Am 12. Januar 1814 wurde er bis zum 4. Mai zum Generalgouverneur von Mainz bestellt, während dieser Zeit herrschte in der Stadt durch die vielen Verwundeten bereits die später Typhus de Mayence benannte Epidemie. Die Belagerung von Mainz (1814) beendete diese Episode.
Nach der Rückkehr Ludwigs XVIII. zog sich Morand auf sein Anwesen in Noisy-le-Grand zurück und wurde am 31. Juli 1814 zum Ritter des Saint-Louis-Orden ernannt. Er verkaufte sein Anwesen in Noisy und ließ sich darauf in Fontainebleau in einem gemieteten Haus nieder. Am 20. März 1815 empfing er den zurückgekehrten Napoleon. Drei Tage später ging er nach Paris, sicherte die Tuilerien und trainierte die 12., 13., 21. und 22. Militärdivision, um zunächst die Ordnung in der Stadt aufrechtzuerhalten. Es gelang ihm durch schnelles Handeln, in der westlichen Hälfte des Landes einen neuen Bürgerkrieg zu vermeiden. Nach seiner Rückkehr nach Paris, wo er am 17. April ankam, erfuhr er von seiner Ernennung zum General der Kaiserlichen Garde. Am 15. Juni überquerte er mit seinen Truppen die französisch-belgische Grenze. Am 18. Juni führte er unter General Antoine Drouot die Chasseur-Division der Alten Garde in der Schlacht bei Waterloo und nahm auf Befehl Napoleons zusammen mit der Brigade Pelet die Angriffe auf Plancenoit wieder auf. Morand formierte nach dem Scheitern des Angriffs die Alte Garde in Quadrate und befahl General Cambronne letzte verlustreiche Angriffe. Als Befehlshaber der Gardetruppen (2. August) versuchte er trotz seiner Entlassung am 30. September den Rückzug hinter der Loire fortsetzen.

### Exil, Rückkehr und letzter Lebensabschnitt
Morand musste mit seiner Frau und seinen Kindern nach Polen ins Exil gehen. Bei der Durchreise wurde er in Wien vom Kaiser Franz I. wegen seiner 1805 getätigten Maßregeln als Gouverneur der österreichischen Hauptstadt freundlich empfangen. In Warschau lehnte er das Angebot des Zaren Alexander I. zum Dienst in der russischen Armee höflich ab. In Kawęczyn, nur wenige Kilometer von Krakau entfernt, kaufte er ein kleines Anwesen, wo er als Landedelmann lebte. In seiner Freizeit beschäftigte er sich mit Literatur, er hatte seine Bibliothek aus Frankreich mitnehmen können. Im Herbst 1816 erfuhr er aus ausländischen Zeitungen, dass er am 29. August in La Rochelle vom Kriegsrat unter dem Vorsitz von General Gabriel Rey in Abwesenheit wegen Hochverrat zum Tod verurteilt worden war, zudem waren ihm der Orden der Ehrenlegion und der königliche Militärorden von St. Louis aberkannt worden.
1819 erhielt er über die Gesandten Decaze und Graf Pozzo di Borgo im Auftrag von Ludwig XVIII. die Erlaubnis zur Rückkehr nach Frankreich. Er kam freiwillig und unerwartet nach Straßburg und erschien am 5. Juni 1819 vor dem Kriegsrat der 5. Militärdivision. Dort las er einen entlastenden Brief von Davout vor, der darlegte, dass die ihm zur Last gelegte Proklamation von 1815 vom damaligen Kriegsministerium entworfen worden war und von ihm unterschrieben werden musste. Unter diesen Umständen wurde Morand für nicht schuldig erklärt und das frühere Urteil des Kriegsrats von La Rochelle annulliert.
Morand trat am 1. Januar 1825 in den vorläufigen Ruhestand und zog sich nach Montbenoît zurück, wo er die Arbeiten am Bau von „Morandval“ begann. Das 1826 fertiggestellte Gebäude wurde ein elegantes, von einem bepflanzten Park umgebenes Herrenhaus mit einem kleinen runden Turm. Die Einrichtung blieb jedoch einfach und wie sein Lebensstil bescheiden. Aus Paris schrieb er seiner Frau am 3. Oktober 1830: „... Ich will nur die größte Einfachheit, keine Prahlerei, keinen Sinn Eitelkeit und folglich keine Livree ...“; er beharrte immer auf ein ehrliches, anständiges und ehrenhaftes Leben und Verhalten. Bis 1830 lebte er in Montbenoît, dazwischen gab es politische Aufenthalte in Paris und Besançon. Er wurde zum Generalcounsel der Doubs gewählt. In der Julimonarchie führte er noch öffentliche Aktivitäten: er kontrollierte die 6. Militärdivision in Besançon, erhielt am 18. Oktober 1830 das Großkreuz der Ehrenlegion und wurde im Oktober 1832 zum Peer des Reiches ernannt.
Dazwischen veröffentlicht er sein Werk De l’Armée mit den Erfahrungen des letzten Kriege, wo er seine Ideen über die Organisation der Armee beschrieb. Morand starb am 2. September 1835 in seiner Pariser Villa.

## Familie
Aus der am 14. Januar 1808 geschlossenen Ehe mit Emilie Lucile Parys (22. Juni 1792 in Warschau – 11. November 1868 in Paris) entstammen folgende Kinder:
- Louise (1809–1862)
- Napoléon (1811–1852)
- Emilie  (1812–?)
- Louis Charles Alphonse (1813–1905), verheiratet mit Emilie Geoffroy de Villeblanche († 1869)
- Emile (1817–1828)
- Amédée (1819–1855)
- Euphroisine (1821–1828)
- Jeanne Estelle (1824–1837)
- Louis Charles Auguste (1826–1870), Général de brigade, verheiratet am 20. November 1854 mit Marie Louise Saulet (1831–1888)
- Paul Louis Marie (1828–1897), heiratete 1857 an Eugénie Cauthion (1835–1879)